# 福山市立誠之中学校
福山市立誠之中学校（ふくやましりつ せいしちゅうがっこう）は、広島県福山市にある男女共学の公立中学校。

## 沿革
- 1977年4月1日 - 開学[2]。
- 1988年9月 - プール完成。
- 2000年4月 - 総合学習導入。
- 2001年4月 - 少人数指導導入。

## 校名の由来
- 儒教の四書の1つ、孔子の中庸より[2]。『誠は天の道なり､之を誠にするは人の道なり』
- これを由来にする備後福山藩の藩校『誠之館』が存在し、名前を引き継いだ広島県立福山誠之館高等学校が市内に所在する。

## 概要
- 2024年5月現在の生徒数は582名[3]。
- 福山市の海沿いの、芦田川と福山港に挟まれた干拓地を造成した土地に立地する。

## 学区
誠之中学校へ進学することになる小学校と校区の一覧。
福山市立曙小学校
- 曙町1丁目 - 6丁目
- 一文字町
- 新浜町1丁目 - 2丁目

新涯小学校
- 卸町
- 新涯町1丁目 - 6丁目
- 西新涯町1丁目
- 西新涯町2丁目23 - 26番

多治米小学校
- 西新涯町2丁目1 - 22番

箕島小学校
- 箕島町
- 箕沖町

## 学区の地理

### 名所・旧跡・観光地
- 竹ヶ端運動公園

### 自然景観
- 芦田川

### 教育機関（小学校以上）
- 福山市立新涯小学校
- 福山市立箕島小学校
- 福山市立曙小学校

## 出身者
- 京野ことみ
- 浦田佳小里
- 糸永直美

## アクセス
- 鉄道での最寄駅はJR山陽本線福山駅。中国バスの箕島方面行き路線バスで25分。新涯6丁目バス停下車。